# Brooklyn Nine-Nine
Brooklyn Nine-Nine és una sèrie de televisió de comèdia nord-americana creada per Dan Goor i Michael Schur que es va estrenar a Fox. La sèrie gira al voltant de Jake Peralta (Andy Samberg), un detectiu de la NYPD immadur però amb talent al 99th Precinct de Brooklyn, que entra en conflicte amb el seu nou comandant, el seriós i sever Captain Raymond Holt (Andre Braugher). El conjunt i el repartiment secundari compten amb Stephanie Beatriz com Rosa Diaz, Terry Crews com Terry Jeffords, Melissa Fumero com Amy Santiago, Joe Lo Truglio com Charles Boyle, Chelsea Peretti com Gina Linetti, Dirk Blocker com Michael Hitchcock i Joel McKinnon Miller com Norma Scully.
El 10 de maig de 2018, Fox va cancel·lar la sèrie després de cinc temporades. L'endemà, NBC va recollir la sèrie per a una sisena temporada de tretze episodis; el 7 de setembre de 2018, la NBC va estendre la temporada a vint-i-vuit episodis. La sisena temporada va començar a NBC el 10 de gener de 2019. El 27 de febrer de 2019, la NBC va renovar la sèrie per a una setena temporada.

## Premissa
Situada al 99th Precinct del departament de policia de Nova York a Brooklyn, la sèrie segueix a un equip de detectius liderat pel seriós i intel·lectual Capità Raymond Holt, qui és nombrat amb el càrrec en el primer episòdi de la sèrie. Els integrant del grup són en Jake Peralta, un investigador que resol molts casos però que és immadur, l'Amy Santiago, una detectiu amb moltes habilitats i és de qui s'enamora en Jake, en Charles Boyle, el millor amic d'en Jake però que és tímid, la Rosa Diaz, una dona intensa i agressiva i els dos detectius més veterans: en Michael Hitchcock i en Norm Scully. Durant les primeres cinc temporades i els primers episodis de la sisena, també hi ha la Gina Lunetti, una administradora civil amb molt de sarcasme a qui no li agrada la seva feina.

## Repartiment i personatges
- Andy Samberg com Jake Peralta
- Stephanie Beatriz com Rosa Díaz
- Terry Crews com Terry Jeffords
- Melissa Fumero com Amy Santiago
- Joe Lo Truglio com Charles Boyle
- Chelsea Peretti com Gina Linetti
- Andre Braugher com Raymond Holt
- Dirk Blocker com Michael Hitchcock (temporada 2-present, recurrent: temporada 1)
- Joel McKinnon Miller com Norm Scully (temporada 2-present, recurrent: temporada 1)

### Temporades
| Temporada | Temporada | Episodis | Emissió original       | Emissió original       | Emissió original |
| Temporada | Temporada | Episodis | Primer episodi         | Últim episodi          | Cadena           |
| --------- | --------- | -------- | ---------------------- | ---------------------- | ---------------- |
|           | 1         | 22       | 17 de setembre de 2013 | 25 de març de 2014     | Fox              |
|           | 2         | 23       | 28 de setembre de 2014 | 17 de maig de 2015     | Fox              |
|           | 3         | 23       | 17 de setembre de 2015 | 19 d'abril de 2016     | Fox              |
|           | 4         | 22       | 20 de setembre de 2016 | 23 de maig de 2017     | Fox              |
|           | 5         | 22       | 26 de setembre de 2017 | 20 de maig de 2018     | Fox              |
|           | 6         | 18       | 10 de gener de 2019    | 16 de maig de 2019     | NBC              |
|           | 7         | 13       | 6 de febrer de 2020    | 23 d'abril de 2020     | NBC              |
|           | 8         | 10       | 12 d'agost de 2021     | 16 de setembre de 2021 | NBC              |

## Producció

### Desenvolupament
Els guionistes i productors Michael Schur i Dan Goo, qui es coneixien des que eren estudiants a la Universitat Harvard i que ja havien col·laborat a la sèrie Parks and Recreation, van tenir la idea d'una comèdia en una estació de policies. Van presentar la idea a Universal Television, amb la qual Schur va fer un contracte de desenvolupament. Més tard, van vendre el show a FOX.
Brooklyn Nine-Nine es filma al CBS Studio Center a Studio City, Los Angeles. La vista exterior del 99th Precinct és la vista de l'edifici del 78th Precinct a Brooklyn.

### Cancel·lació i renovació
Després de 5 temporades, el maig de 2018, FOX va cancel·lar la sèrie. Poc després de la cancel·lació, negociacions per una sisena temporada van començar, les cadenes interessades van ser TBC i NBC i el servei de streaming Hulu i Netflix. Després que els fans de la sèrie, entre ells persones famoses com Mark Hamill, Lin-Manuel Miranda, Sean Astin o el grup musical de The Backstreet Boys, a través de les xarxes socials, van demanar la renovació de la sèrie. 30 hores més tard de l'anunci de la cancel·lació de la sèrie, Goor va anunciar que NBC havia renovat la sèrie per una sisena temporada de 13 episodis.

## Recepció

### Crítica
Al lloc web Rotten Tomatoes, la primera temporada de la sèrie té una aprovació del 89% i una nota de 7.3/10, basades en 59 ressenyes. A Metacritic el global de la sèrie té una nota de 73 sobre 100, basada en 53 ressenyes, indicant "en general crítiques positives". A Les altres temporades tenen les següents puntuacions:
| Temporada | Rotten Tomatoes | Rotten Tomatoes | Rotten Tomatoes | Metacritic       |
| Temporada | Aprovació       | Nota (sobre 10) | Nº de ressenyes | Nota (sobre 100) |
| --------- | --------------- | --------------- | --------------- | ---------------- |
| 1         | 89%             | 7.3             | 59              | 70               |
| 2         | 100%            | 8               | 17              | N/A              |
| 3         | 93%             | 8.20            | 14              | N/A              |
| 4         | 100%            | 8.10            | 13              | N/A              |
| 5         | 100%            | 8.50            | 14              | N/A              |
| 6         | 100%            | 8.30            | 27              | 81               |
| 7         | 89%             | 8.50            | 9               | N/A              |
| 8         | 100%            | 7.40            | 13              | 75               |